# Kepes András
Kepes András (Budapest, 1948. október 11. –) magyar író, újságíró, televíziós műsorkészítő, egyetemi tanár.

## Élete, munkássága

### Tanulmányai
Általános- és középiskoláit Budapesten, illetve Bejrútban és Buenos Airesben végezte. 1973-ban az ELTE Bölcsészettudományi Karán szerzett magyar-esztétika szakos diplomát. Posztgraduális tanulmányokat folytatott az Amerikai Egyesült Államokban a Syracuse-i Egyetemen (1979), illetve miután elnyerte a Stanford Egyetem John S. Knight nemzetközi ösztöndíját, a Stanfordon (1985–1986). Doktori és habilitált doktori fokozatát a budapesti Színház- és Filmművészeti Egyetemen szerezte (2004).

### Újságírói tevékenysége
Első cikkei 17 éves korában jelentek meg. Az egyetem elvégzése után, 1973-tól a Magyar Rádiónál dolgozott munkatársként, majd a kulturális rovat vezetőjeként. Nevéhez fűződik a Gondolatjel című kulturális magazin elindítása, szerkesztette többek között a Láttuk, hallottuk című művészetkritikai sorozatot. 
1980-tól a Magyar Televízió akkor induló kulturális hetilapjának, a Stúdió ’80-nak alapító főszerkesztő-helyettese és egyik műsorvezetője volt. Elsőként tudósított a cannes-, a berlini, a moszkvai, a tokiói, a San Sebastián-i filmfesztiválról, Hollywoodból és a Nobel-díj átadásokról. Mikrofonja előtt szólaltak meg először magyar képernyőn világsztárok, világhírű filmrendezők, írók. 1989-től több műsor szerkesztője és műsorvezetője volt, jegyezte az Apropó (1991–1998) című riport-dokumentumfilm sorozatot és a Desszert (1994–1998) című beszélgetős műsort.
1998-ban a TV2-n készítette beszélgetős műsorát, Kepes címmel, de még abban az évben egy súlyos betegség két évre félbeszakította pályáját, és úgy döntött, visszavonul a rendszeres szerepléstől. 2000-ben a Magyar Televízió képernyőjén tűnt fel újra Oázis (2000) című egész estés összetett sorozatával, beszélgetésekkel, dokumentumfilmekkel. 2002-től az RTL Klub képernyőjén volt látható irodalmi sorozata, a Könyv-jelző (2002) és beszélgetős műsora, a Frankel Leó úti Malomtó Bisztróban forgatott Desszert (2005), majd dokumentumfilm sorozata, a Világfalu (2005-2006). 2008-ban Különös történetek című dokumentumfilm sorozatával tért vissza egy évre a Magyar Televízióba.
Több riportját sugározták külföldi televíziók, jelentős nemzetközi visszhangot keltettek a Bolíviában terrorizmussal megvádolt, és társaival tisztázatlan körülmények között meggyilkolt Eduardo Rózsa Flores-szel készült dokumentumfilmjei, különösen a vele készült utolsó interjú, ami belpolitikai vihart kavart Bolíviában, és amelynek kapcsán Kepest is megvádolták.

### Oktatói tevékenysége

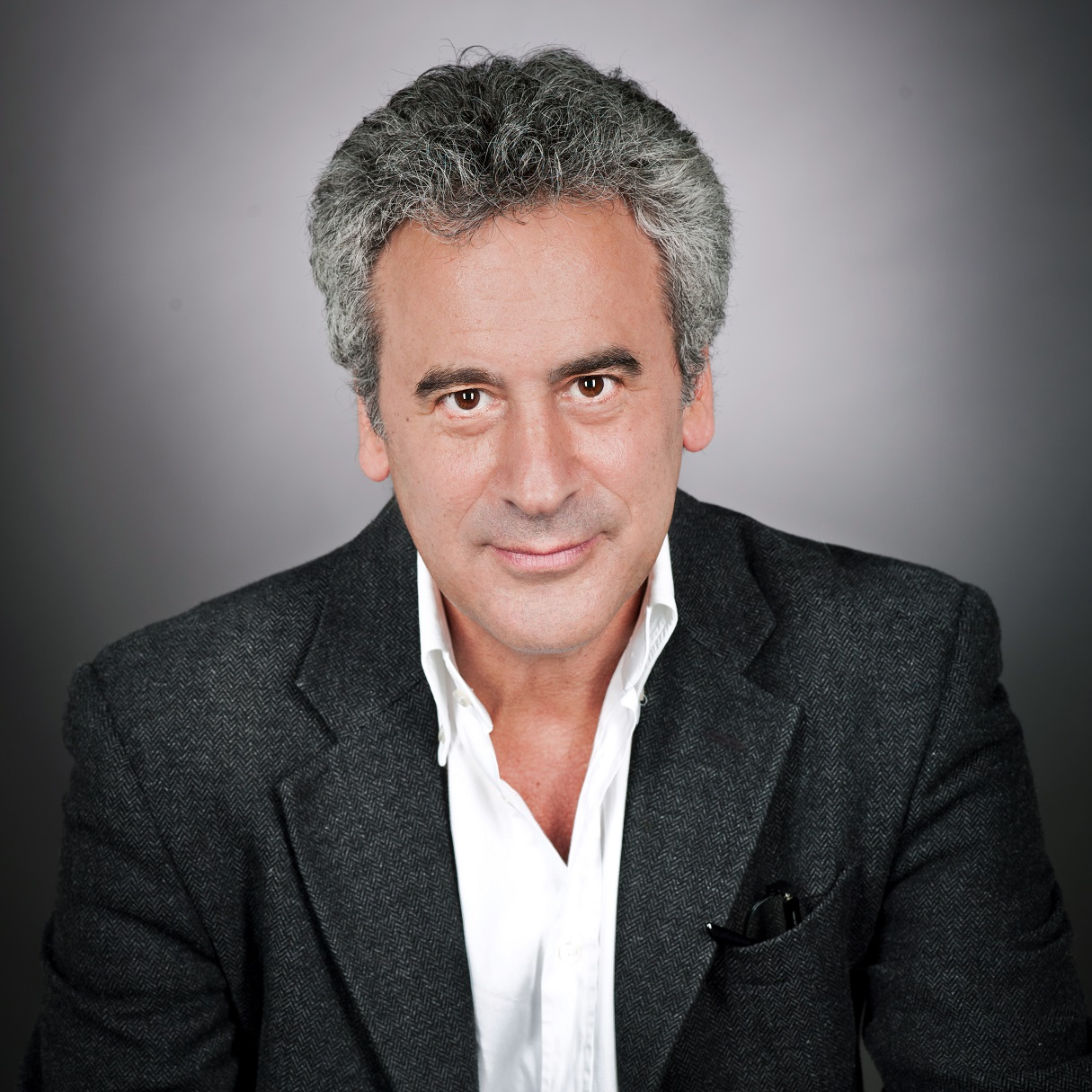
A Budapesti Metropolitan Egyetem professzoraként egy 2007-es felvételen

Oktatói munkáját Fulbright kutató-tanárként a New York Egyetemen (N.Y.U.) kezdte (1986-1987), később más amerikai egyetemeken is előadott. Nemzetközi médiaoktatási tapasztalatait először magyarországi Színház- és Filmművészeti Főiskola óraadó tanáraként (1987-1989), majd a szombathelyi Berzsenyi Dániel Főiskola címzetes főiskolai tanáraként (2004-2008) kamatoztatta. 
2008–tól a Budapesti Kommunikációs és Üzleti Főiskolán (BKF), majd annak jogutódjánál a Budapesti Metropolitan Egyetemen tanított kinevezett főiskolai tanárként, 2012-től egyetemi professzorként. Vezetésével alakult az intézmény Művészeti Intézete (2009), illetve Kommunikációs és Művészeti Kara, amelynek négy esztendőn át (2010-2014) dékánja volt. 2014–2019-ben az egyetem Művészeti Tanácsának elnöke, azóta professzor emeritusa.
Szakmai-közéleti tevékenységei közül említésre méltó, hogy 1990–1995 között a Magyar Film- és Televízióművészeti Szövetség elnökségének tagja és a Táncsics Mihály-díj kurátora volt (1993–1994). Az UNESCO Nemzetközi Kommunikációs Fejlesztési Programjában (IPDC) a Magyar Köztársaság képviselőjeként tevékenykedett (1995–1997). A Joseph Pulitzer-emlékdíj kurátora (1999–), a kuratórium
elnöke (2021–), illetve két cikluson át tagja volt a Magyar Akkreditációs Bizottság (MAB) művészeti, média- és kommunikációs bizottságának (2004-2006) illetve (2010-2012) között.

### Írói munkássága
A nyolcvanas évek közepétől rendszeresen publikál könyveket, és különösen azután, hogy visszavonult a televíziós műsorkészítéstől, tevékenysége középpontjában egyre inkább a szépirodalom áll,
regényeket és irodalmi esszéket ír. Első művei főként rádiós és televíziós riportútjaira és beszélgetéseire épültek (Szerencsés Útjaim, Múzsák Közművelődési Kiadó, 1986; Kepes Krónika – Beszélgetések, Park Könyvkiadó, 1999; Kepes Krónika – Történetek, Park Könyvkiadó, 2000), illetve irodalmi válogatásokat készített Könyv-jelző I-III címmel a Park Könyvkiadó számára (2001-2002). 2008-ban, Matt a férfiaknak címmel (Alexandra Kiadó) dokumentum-regénye jelent meg, 2011-ben pedig Tövispuszta című regénye (Ulpius-Ház Könyvkiadó). A javított, átdolgozott változatot a Libri Kiadó adta ki (2017). Ugyancsak a Libri Kiadónál jelent meg Világkép című szubjektív esszé-regénye (2016), amit a szakmai zsűri az év tíz legjobb könyve közé választott. A bővített kiadást 2017-ben szintén a Libri Kiadó publikálta, ahogy Istenek és emberek című regényét is (2018). Könyveit idegen nyelveken is kiadták. 

#### Művei
- Két macska voltam. Open Books. ISBN 9789635722631 (2023)
- A boldog hülye és az okos depressziós. Libri. ISBN 9789634338086 (2020)
- Istenek és emberek. Libri. ISBN 9789634335061 (2018)
- Tövispuszta, átdolgozott kiadás, Libri. ISBN 9789634331667 (2017)
- Világkép, bővített kiadás, Libri. ISBN 9789634332008 (2017)
- Világkép. Libri. ISBN 9789633106709 (2016)
- Tövispuszta. Ulpius-ház. ISBN 9789632544809 (2011)
- Matt a férfiaknak!. Alexandra. ISBN 9789633687420 (2008)
- Könyv-jelző – Kepes András válogatása a XX. századi világirodalomból. Park. ISBN 9635306350 (2002)
- Könyv-jelző – Kepes András válogatása fiatal magyar írók novelláiból. Park. ISBN 0809000161823 (2002)
- Könyv-jelző – Kepes András válogatása a magyar novellairodalomból. Park. ISBN 9635305176 (2001)
- Kepes Krónika – Beszélgetések. Park. ISBN 963530482X (2001)
- Kepes Krónika – Történetek. Park. ISBN 9635305931 (2000)
- Kepes Krónika – Beszélgetések. Park. ISBN 963530482X (1999)
- Szerencsés útjaim – Riportok, interjúk, tudósítások. Múzsák Közművelődési. ISBN 963530482X (1986)

### Hangoskönyvek
- A boldog hülye és az okos depressziós[10]

### Főbb televíziós műsorai
- Apropó (1991–1998), Magyar Televízió
- Desszert (1994–1998)
- Kepes (1998), TV2
- Oázis (2000), Magyar Televízió
- Könyv-jelző (2002), RTL Klub
- Desszert (2005), RTL Klub
- Világfalu (2005), RTL Klub
- Különös történetek (2008), Magyar Televízió

### Családja, rokonsága
Apai ágon dr. Kepes Gyulának (1847–1924), a Ferenc József-földet felfedező expedíció orvos-tábornokának, Kepes Ferencnek (1876–1942), a magyar gnosztikus filozófia iskola vezetőjének rokona, Kepes György (1905–2001) az MIT intézetvezető professzora, magyar-amerikai festő, fotográfus, médiaművész unokaöccse. Ezen az ágon asszimilálódott zsidó, nagypolgári családból származik, ahol a magyar és a keresztény kultúra, valamint a keleti tanok nagy becsben álltak. Apja, Kepes Imre a húszas években illegális kommunistaként részt vett a nemzetközi munkásmozgalomban. Édesanyja, Borda Katalin kilencgyermekes egri pék nyolcadik gyermeke, gazdasági emigrációban élt Mexikóban 1934-1946 között. 
Hazatérésük után apja Magyarországon külkereskedő, majd diplomata lett, édesanyja a diplomáciai protokoll ismert szakértője és egyetemi oktatója volt. Emellett fiatal diplomata-feleségek generációit vezette be a mindennapi diplomáciai etikett tudnivalóiba. A Külügyminisztérium főosztályvezető-helyetteseként ment nyugdíjba. Anyai ágon Szegő Gábor (1895–1985) nemzetközi hírű magyar-amerikai matematikus professzor és Braun „Csibi” József (1901–1943), az MTK sokszoros válogatott labdarúgójának hozzátartozója. Szemerédi Endre (1940–) Széchenyi- és Abel-díjas matematikus, akadémikus sógora.
Felesége 2000-től Dettai Mária, korábbi házastársai Mester Zsuzsanna (1969–1986) és Messmer Lili (1987–1999). Hat gyermek édesapja: Júlia (1974), Borbála (1975), Rozi (1990), Kata (1998), Lujza (2005), Lukács (2011).
Unokái: Somerville Bruno (1999), Fekete-Kepes Hanna (2004), Kárpáti Misa (2011), Fekete-Kepes Gáspár (2011).

## Díjai, elismerései
Munkásságát számos díjjal és kitüntetéssel ismerték el. Elnyerte többek között a Táncsics Mihály-díjat (1991), a Joseph Pulitzer-emlékdíjat (1994), a A Magyar Köztársasági Érdemrend tisztikeresztjét (1998) és a Prima díjat (2011). Világkép című szubjektív esszé-regényét, amit a szakmai zsűri az év tíz legjobb könyve közé választott, 2016-ban adta ki a Libri Kiadó és 2017-ben elnyerte a Libri Irodalmi Közönségdíjat.